# Al Hunter Ashton
Al Hunter Ashton auch Al Ashton (* 26. Juni 1957 in Birmingham, England als Alan Hunter; † 27. April 2007 in High Wycombe, Buckinghamshire) war ein britischer Schauspieler und Drehbuchautor.

## Biografie
Alan Hunter kam als Sohn einer Arbeiterfamilie zur Welt. Mit 15 Jahren begann er, Drehbücher zu schreiben. Wie sein Vater arbeitete er zunächst bei einem Autohersteller in Longbridge, einem Stadtteil von Birmingham. In seiner Freizeit stand er als Stand-Up-Comedian und später als Stripper in Clubs auf der Bühne. Von 1975 bis 1978 studierte er an der Manchester Polytechnic's School of Theatre and Television unter anderem bei Willy Russell. Sein erstes Profiengagement als Schauspieler erhielt er bei einer in der Jugendarbeit aktiven Theatre-In-Education-Truppe in Leicestershire. Später spielte er in Liverpool und Derby in Stücken von Russell. Erste Fernsehrollen spielte er Anfang der 1980er Jahre in Serien wie Angels oder Juliet Bravo. Daneben schrieb er weiter Drehbücher, unter anderem auch in Russells Auftrag für das BBC-Fernsehspiel Teaching Matthew, in dem er 1985 auch eine kleine Rolle übernahm. Bekannt wurde er in der Seifenoper Crossroads, gleichzeitig begann er seine Arbeit für die Konkurrenzserie EastEnders, für die er zwanzig Jahre lang als Drehbuchautor tätig war.
Als Autor benutzte er in diesen Jahren seinen legal in Al Hunter geänderten bürgerlichen Namen. Als Schauspieler brauchte er ein Pseudonym, da es zu dieser Zeit bereits einen Kollegen namens Al Hunter gab. Da er zu dieser Zeit in Ashton-under-Lyne war, wählte er den Nachnamen Ashton. Später verband er beide zu dem Namen, unter dem er in den letzten Lebensjahren bekannt war.
Hunter Ashton war Fan des Fußballclubs Birmingham City. Er versuchte, in alle seine Stücke mindestens eine Bemerkung über Fußball einzubauen. Bekannt wurde der von ihm geschriebene Fernsehfilm The Firm (1988) über die Hooligan-Szene rund um West Ham United (Regie: Alan Clarke). Der Film basierte auf einem Hörspiel Ashtons und wurde 1990 mit dem Prix Europa ausgezeichnet. 1991 folgte das Buch zum Film Alive and Kicking über ein schottisches Fußballteam ehemaliger Drogenabhängiger. Lenny Henry und Robbie Coltrane spielten Hauptrollen in dem Streifen. Henry war auch Hauptdarsteller in White Goods (1994), für das Hunter Ashton das Drehbuch schrieb und als Co-Regisseur von Robert Young fungierte.
1993 gewann der Fernsehfilm Safe über obdachlose Jugendliche (Regie: Antonia Bird), für den Hunter das Drehbuch geschrieben hatte, den BAFTA-Award.
Als Schauspieler sah man ihn 2000 als Gladiatorenausbilder in Gladiator.
Am 27. April 2007 starb Al Ashton Hunter an Herzversagen.

## Filmografie (Auswahl)
- 1982: Remembrance
- 1986: Deadhunter (Agent on Ice)
- 1986, 1987: Casualty (Fernsehserie, 2 Folgen)
- 1988: Ein Fisch namens Wanda (A Fish Called Wanda)
- 1988: Der Aufpasser (Minder, Fernsehserie, 1 Folge)
- 1989: The Firm
- 1990: Inspektor Morse, Mordkommission Oxford (Inspector Morse, Fernsehserie, 1 Folge)
- 1990, 1991: Jim Bergerac ermittelt (Bergerac,  Fernsehserie, 2 Folgen)
- 1994: Emmerdale Farm (Emmerdale, Fernsehserie, 6 Folgen)
- 1998: Auf immer und ewig (EverAfter)
- 1999: Die Schatzinsel (Treasure Island)
- 2000: Gladiator
- 2000: The Wedding Tackle
- 2000, 2005: Doctors (Fernsehserie, 2 Folgen)
- 2001: From Hell
- 2001: Mr In-Between
- 2006: Hautnah – Die Methode Hill (Wire in the Blood, Fernsehserie, 1 Folge)

- 2008: Blown Apart (Incendiary)
- 2008: Sisterhood